# Азбука копцева
В рукописи Московской б. Патриаршей библиотеки № 993 (XVII век) на листе 99 в тексте приведен ключ к тайнописи «азбука копцева» (см. рис. 1).
Оригинальным в этой азбуке является то, для тринадцати букв даются двойные начертания знаков. Часть из этих знаков являются вариантами друг друга, но большинство из них причудливая смесь из знаков полусловицы, греческих и глаголических начертаний, деформаций кириллического письма.
По знаковой системе эта тайнопись в сродстве с тайнописями
- ключ к тайнописи из хронографа XVII века,
- ключ к тайнописи из рукописи библиотеки Синодской типографии № 1028,
- и ключ к «флопяцевской азбуке» -

Количество общих знаков с другими азбуками показано на рис. 2.

## Примечание
1. ↑  Сперанский (см. лит) высказывает предположение, что двойные начертания, возможно, даны для усложнения азбуки, но сам склоняется к мнению, что это сводка знаков из других тайнописей.